# Starrs Point (przylądek)
Starrs Point (do 5 kwietnia 1961Starr Point, do 30 sierpnia 1966 Starr’s Point) – przylądek (point) w kanadyjskiej prowincji Nowa Szkocja, w hrabstwie Kings (45°07′28″N, 64°22′04″W), wysunięty w zatokę Minas Basin, na jej południowym brzegu; nazwa Starr Point urzędowo zatwierdzona 5 lipca 1951.